# Crincosia lawgana
Crincosia lawgana är en tvåvingeart som beskrevs av Bock 1982. Crincosia lawgana ingår i släktet Crincosia och familjen daggflugor. Inga underarter finns listade i Catalogue of Life.